# Лиха слава
«Лиха слава» (англ. Notorious) — американський шпигунський детектив з присмаком нуару, знятий Альфредом Гічкоком одразу після Другої світової війни. Головні ролі в ньому виконали Кері Грант і Інгрід Бергман. Фільм номінувався на премію «Оскар» у категоріях «Найкращий актор другого плану» (Клод Рейнс) і «Найкращий оригінальний сценарій» (Бен Хект). У 2006 році стрічка була внесена до Національного реєстру фільмів, які мають культурне, історичне чи естетичне значення.

## Сюжет
Незабаром по закінченні Другої світової війни американський суд у місті Маямі засуджує Йоганна Губермана до двадцяти років в'язниці за шпигунство на користь гітлерівської Німеччини. «Лиха слава» переслідує його дочку Алісію (Інгрід Бергман), яка знайомиться на вечірці з елегантним чоловіком, на ім'я Девлін. З'ясовується, що Девлін (Кері Грант) навмисно познайомився з нею за завданням ФБР. Йому доручили розкрити нацистську змову в Ріо-де-Жанейро, і для цього йому потрібно завербувати антинацистське налаштовану Алісію, щоб ввести її в групу багатих німців, які влаштувалися в Бразилії після поразки Третього рейху.
У ході підготовки до секретної операції Алісія і Девлін закохуються один в одного. Завдання, отримане від ФБР, ускладнює їх взаємини, змушуючи їх час від часу сумніватися у взаємності почуттів. Алісії необхідно повернутися в Ріо, щоб увійти в довіру до Алекса Себастьяна — одного з німецьких змовників і старого друга її батька. Між нацистом і Алісією зав'язується роман, а його ревнощі ускладнюють її зустрічі з Девліном. Керівництво ФБР радить Алісії погодитися на пропозицію Алекса Себастьяна вступити з ним у шлюб.

## У ролях
- Інгрід Бергман — Алісія Губерман
- Кері Грант — Девлін
- Клод Рейнс — Олександр Себастьян
- Луї Келхерн — Пол Прескотт
- Леопольдина Костянтин — мадам Анна Себастьян
- Рейнхольд Шюнцель — Доктор Андерсон
- Айван Трісолт — Ерік Матіс